# Mitrella dichroa
Mitrella dichroa är en snäckart som först beskrevs av G. B. Sowerby I 1844.  Mitrella dichroa ingår i släktet Mitrella och familjen Columbellidae. Inga underarter finns listade i Catalogue of Life.